# Marius van Mil
Marius van Mil (Delft, 20 maart 2002) is een Nederlands voetballer die als aanvaller speelt.

## Carrière
Marius van Mil speelde in de jeugd van SV Den Hoorn en Excelsior Maassluis. Hij debuteerde in 2020 in het eerste elftal van Maassluis, waar hij in zes wedstrijden zesmaal scoorde, alvorens het amateurvoetbal vanwege de coronacrisis werd stilgelegd. In 2021 maakte hij de overstap naar ADO Den Haag, waar hij een contract voor twee jaar tekende. Hij debuteerde in het betaald voetbal voor ADO op 27 augustus 2021, in de met 3-0 verloren uitwedstrijd tegen NAC Breda. Hij kwam in de 69e minuut in het veld voor Amar Ćatić. Hij scoorde zijn eerste doelpunt voor ADO op 11 februari 2022, in de met 2-3 verloren thuiswedstrijd tegen MVV Maastricht.

### Statistieken
| Seizoen                    | Club                | Land           | Competitie     | Competitie | Competitie | Beker | Beker | Totaal | Totaal |
| Seizoen                    | Club                | Land           | Competitie     | Wed.       | Dlp.       | Wed.  | Dlp.  | Wed.   | Dlp.   |
| -------------------------- | ------------------- | -------------- | -------------- | ---------- | ---------- | ----- | ----- | ------ | ------ |
| 2020/21                    | Excelsior Maassluis | Nederland      | Tweede divisie | 5          | 5          | 1     | 1     | 6      | 6      |
| 2021/22                    | ADO Den Haag        | Nederland      | Eerste divisie | 8          | 1          | 1     | 0     | 9      | 1      |
| Carrièretotaal             | Carrièretotaal      | Carrièretotaal | Carrièretotaal | 13         | 6          | 2     | 1     | 15     | 7      |
| Bijgewerkt op 7 maart 2022 |                     |                |                |            |            |       |       |        |        |